# Les Vendéens
Pour plus de détails, voir Fiche technique et Distribution.
Les Vendéens est un téléfilm réalisé par Jacques Dupont et diffusé pour la première fois le 30 décembre 1993 sur France 3.

## Synopsis
Le téléfilm aborde l'histoire de la Guerre de Vendée.
Le Roi Louis XVI est guillotiné le 21 janvier 1793, à Paris, Place de la Révolution. Un mois plus tard, à l'occasion de la levée en masse décrétée par la Convention, le peuple vendéen va se soulever en masse.

## Fiche technique
- Réalisateur : Jacques Dupont
- Scénariste : Jacques Dupont
- Musique : Joël Fajerman
- Chef décorateur : Denis Bourgier
- Dates de diffusion : le 30 décembre 1993 sur France 3
- Maisons de production : Média Films TV, France 3
- Pays d'origine :  France
- Durée : 91 minutes

## Distribution
- Henri Virlogeux : voix et commentaires
- Isabelle Leprince : Brave L'Angevin
- Georges Fricker : Charette
- Robert Plagnol : Henri de La Rochejaquelein

## Produits dérivés
- 1993 : VHS édité par Citel
- 2008 : DVD édité par Citel